# سترانجولاجالي
سترانجولاجالي هي بلدية تقع في إيطاليا في مقاطعة فروزينوني في منطقة لاتسيو، وتقع على بعد حوالي 90 كيلومتر (56 ميل) جنوب شرق روما وحوالي 12 كيلومتر (7 ميل) جنوب شرق فروزينوني. وهي تقع على سفوح جبال إرنيشي باتجاه نهر ليري. يعتمد اقتصادها بشكل أساسي على الزراعة، حيث ينتقل العديد من سكانها إلى الصناعات القريبة بحثا عن العمل.

## تاريخ
أصل الاسم (بالإيطالية: "Chicken-Strangler") غير مؤكد. يمكن أن تكون مشتقة من الأسطورية البيزنطية ("دائرية") وول لومبارد ("الحاجز")، مما يشير إلى وجود مستوطنة محصنة بهذه الطريقة. اشتقها عالم من القرن السابع عشر من فيلا أحد الأرستقراطيين الرومانيين الملقب بأستراغالوس جالوس .
أشارت الاكتشافات الأثرية بالفعل إلى أن سترانجولاجالي كانت مستوطنة من قبل الرومانيين. وتم إثبات وجود القلعة عام 1097، ولكن من المحتمل أن تكون من أصل لومباردي. في البداية كانت ملكية لعائلة Girini (أو Girindi)، ثم أصبحت لاحقًا تحت سلطتي Veroli و D'Aquino . يهيمن على المدينة والريف خطوط عائلة Viselli و Valeri و Tomassi و Lisi و Sementilli و Maini و DeVellis و Casagrande.
في القرن الرابع عشر، تنازع الأنجوين والأراغون على المنطقة، وفي القرن التالي حصلت عليها الولايات البابوية. تقليديا مقرا لقطاع الطرق، وحاربت ضد الاحتلال النابليوني.
في عام 1915 دمرت من قبل زلزال اصابها وخلال الحرب العالمية الثانية، تعرضت لمزيد من الضرر أثناء الانسحاب الألماني من خط جوستاف.